# Lee Yun-pyo
Đây là một tên người Triều Tiên, họ là Lee.
Lee Yun-pyo (tiếng Hàn: 이윤표; sinh ngày 4 tháng 9 năm 1984) là một cầu thủ bóng đá Hàn Quốc thi đấu ở vị trí hậu vệ cho Incheon United.